# 茹因斯科耶市镇
茹因斯科耶市镇（俄语：Жуинское муниципальное образование）是俄罗斯联邦伊尔库茨克州博代博区所属的一个市镇。其下辖有2个居民点，行政中心为佩列沃兹。据2016年统计，该市镇的人口为797人。